# Glycin
Glycin (förkortas Gly eller G) är en av de 20 aminosyrorna som är byggstenar i proteiner. Ämnet tillhör gruppen neutrala, hydrofoba, opolära aminosyror och är den enklaste och lättaste av alla aminosyrorna. 
I den genetiska koden kodas glycin av fyra kodon: GGU, GGC, GGA och GGG.

## Egenskaper
Eftersom dess sidokedja är så liten, endast en väteatom, kan glycin få rum i proteiner på positioner där de flesta andra aminosyrorna är för stora. Av samma anledning är glycin evolutionärt stabilt och byts inte lätt ut mot andra aminosyror. De flesta proteiner innehåller endast små mängder glycin, dock undantaget gelatin eller kollagen där glycininnehållet är 25 – 30 % av det totala proteininnehållet.
Människokroppen behöver stora mängder glycin för att levern skall kunna utföra en effektiv avgiftning efter exponering för till exempel kemikalier. Glycin är inte en så kallad essentiell aminosyra utan kan bildas i kroppen, men det föreligger många anledningar att anta att då kroppen är i behov av att reparera sig själv så kan inte tillräckliga mängder tillgodogöras. 
Glycinmolekyler har även påvisats i världsrymden.

## Signalsubstans
Som signalsubstans fungerar glycin som en hämmande signalsubstans i ryggmärgen, medan glycin dock är en koagonist för exciterande NMDA-receptorer i hjärnan. NMDA-receptorer verkar fungera sämre hos personer med schizofreni, och man forskar för närvarande på om läkemedel som påverkar glycinnivåerna i hjärnan kan användas som behandling vid schizofreni..

## Framställning
Glycin framställs syntetiskt genom en reaktion mellan klorättiksyra (CH2ClCOOH) och ammoniak (NH3).
{\displaystyle {\rm {CH_{2}ClCOOH+2\ NH_{3}\rightarrow NH_{2}CH_{2}COOH+NH_{4}Cl}}}
Ammoniumklorid (NH4Cl) bildas som biprodukt.

## Användning
Glycin används som smakförstärkare i livsmedel och har E-nummer 640. Ämnet används också som buffertämne i antacida- och smärtstillande läkemedel samt i deodoranter.